# 阿馬拉 (羅馬尼亞)

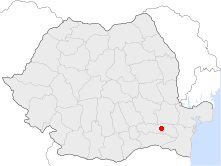

阿馬拉是羅馬尼亞的城鎮，位於該國東南部，距離首府斯洛博齊亞8公里，由雅洛米察縣負責管轄，面積70.34平方公里，海拔高度33米，2007年人口7,882，大多數居民信奉東正教。